# Qualificazioni alla Coppa delle nazioni africane 2021 - Gruppo A

## Classifica
| Squadra | Pt | G | V | N | P | GF | GS | DR  |
| ------- | -- | - | - | - | - | -- | -- | --- |
| Mali    | 13 | 6 | 4 | 1 | 1 | 10 | 4  | +6  |
| Guinea  | 11 | 6 | 3 | 2 | 1 | 8  | 5  | +3  |
| Namibia | 9  | 6 | 3 | 0 | 3 | 8  | 7  | +1  |
| Ciad    | 1  | 6 | 0 | 1 | 5 | 2  | 12 | -10 |

## Risultati

### 1ª giornata
| Arbitro: | Diraneh Guedi |

|                                   |           |                |
| Adoassou 66’ (aut.) Katjiukua 77’ | Marcatori | 68’ N'Douassel |

| Arbitro: | EL Jaafari |

|                             |           |                     |
| Traoré 56’ Sylla 71’ (aut.) | Marcatori | 66’ Keïta 75’ Condé |

### 2ª giornata
| Arbitro: | Beida |

|  |           |                          |
|  | Marcatori | 14’ Djenepo 45+4’ Camara |

| Arbitro: | Attisso Attiogbe |

|                     |           |  |
| Sylla 41’ Kanté 70’ | Marcatori |  |

### 3ª giornata
| Arbitro: | Maarouf Eid |

|            |           |  |
| Camara 45’ | Marcatori |  |

| Arbitro: | Ali Moussa |

|                  |           |  |
| Touré 33’ (rig.) | Marcatori |  |

### 4ª giornata
| Arbitro: | Sanogo |

|                |           |           |
| Abdaramane 45’ | Marcatori | 24’ Keïta |

| Arbitro: | Adelaid |

|              |           |                       |
| Kambindu 39’ | Marcatori | 12’ Koita 37’ Doumbia |

### 5ª giornata
| 24 marzo 2021, ore 14:00 UTC+0 | Ciad | 0 – 3 (tav.) | Namibia |  |

| Arbitro: | Essrayri |

|            |           |  |
| Soumah 76’ | Marcatori |  |

### 6ª giornata
| Arbitro: | Matemera |

|                      |           |          |
| Shalulile 45+2’, 76’ | Marcatori | 18’ Kane |

| 28 marzo 2021 | Mali | 3 – 0 (tav.) | Ciad |  |